# Halle d'athlétisme Stéphane-Diagana
La halle d'athlétisme Stéphane-Diagana ou halle d'athlétisme de Lyon La Duchère est un stade d'athlétisme couvert situé dans le quartier de La Duchère à Lyon. Ouverte en octobre 2012, elle est inaugurée le 9 novembre suivant. Elle porte le nom de l'athlète français Stéphane Diagana.

## Construction
La halle a été conçue par le cabinet d'architecture Chabanne & Partenaires et sa maîtrise d'ouvrage a été assurée par la ville de Lyon. Les constructeurs et prestataires étaient les suivants : Ephren Ingénierie pour la structure, Tecsol pour l'énergie solaire et Terao pour la haute qualité environnementale. Au niveau énergétique, 69 % des besoins sont assurés par l’emploi d’énergies renouvelables. Les dimensions du bâtiment sont de 120 m sur 70 m sur 15 m,,.
Le coût global hors taxes est estimé à 12,8 millions d'euros. Toutes taxes comprises le coût s'élève à 25 millions d'euros pris en charge par : la ville de Lyon (38 %), la région Rhône-Alpes (26 %), le Grand Lyon (12 %), le département du Rhône (12 %), l'agence nationale pour la rénovation urbaine (6 %) et le centre national pour le développement du sport (6 %). En 2006, le budget prévisionnel était annoncé plutôt autour de 18 millions d'euros.

## Description
La surface totale est de 11 700 m2 pour une emprise au sol de 7 800 m2. Le plateau d'athlétisme lui-même a une surface de 6 400 m2,.
La piste de sprint du 60 mètres est à huit couloirs et celle (circulaire) du 200 mètres est à six couloirs. La halle possède des espaces dédiés au saut en longueur, au saut en hauteur, au saut à la perche ainsi qu'au lancer du poids,.

## Inauguration
La halle est inaugurée le 9 novembre 2012 en présence de Stéphane Diagana, de la ministre des Sports Valérie Fourneyron, de Gérard Collomb, maire de Lyon, de Jean-Jack Queyranne, président du conseil régional de Rhône-Alpes et de Michel Mercier, président du conseil général du Rhône. Le meeting d'athlétisme organisé à cette occasion, a notamment réuni Renaud Lavillenie ou encore Christophe Lemaitre,.
En janvier 2012, une élue lyonnaise, Nathalie Perrin-Gilbert, a exprimé sa préférence pour un autre nom pour baptiser l'enceinte sportive ; en l’occurrence celui du perchiste lyonnais Pierre Quinon.

## Compétitions accueillies
- février 2013 : championnats de France universitaires d’athlétisme en salle[13].

- mars 2013 : championnats de France d’athlétisme en salle cadets et juniors[14].

- février 2014 : championnats de France d’athlétisme en salle handisport[15].

- janvier 2015 : championnats interrégionaux d’athlétisme[16].

- août 2015 : championnats du monde vétérans d’athlétisme[17]. La halle est le point d'accueil de la compétition qui se déroule dans différents stades de la ville de Lyon et qui réunissent près de 800 athlètes de 114 pays différents[17].

## Liens externes

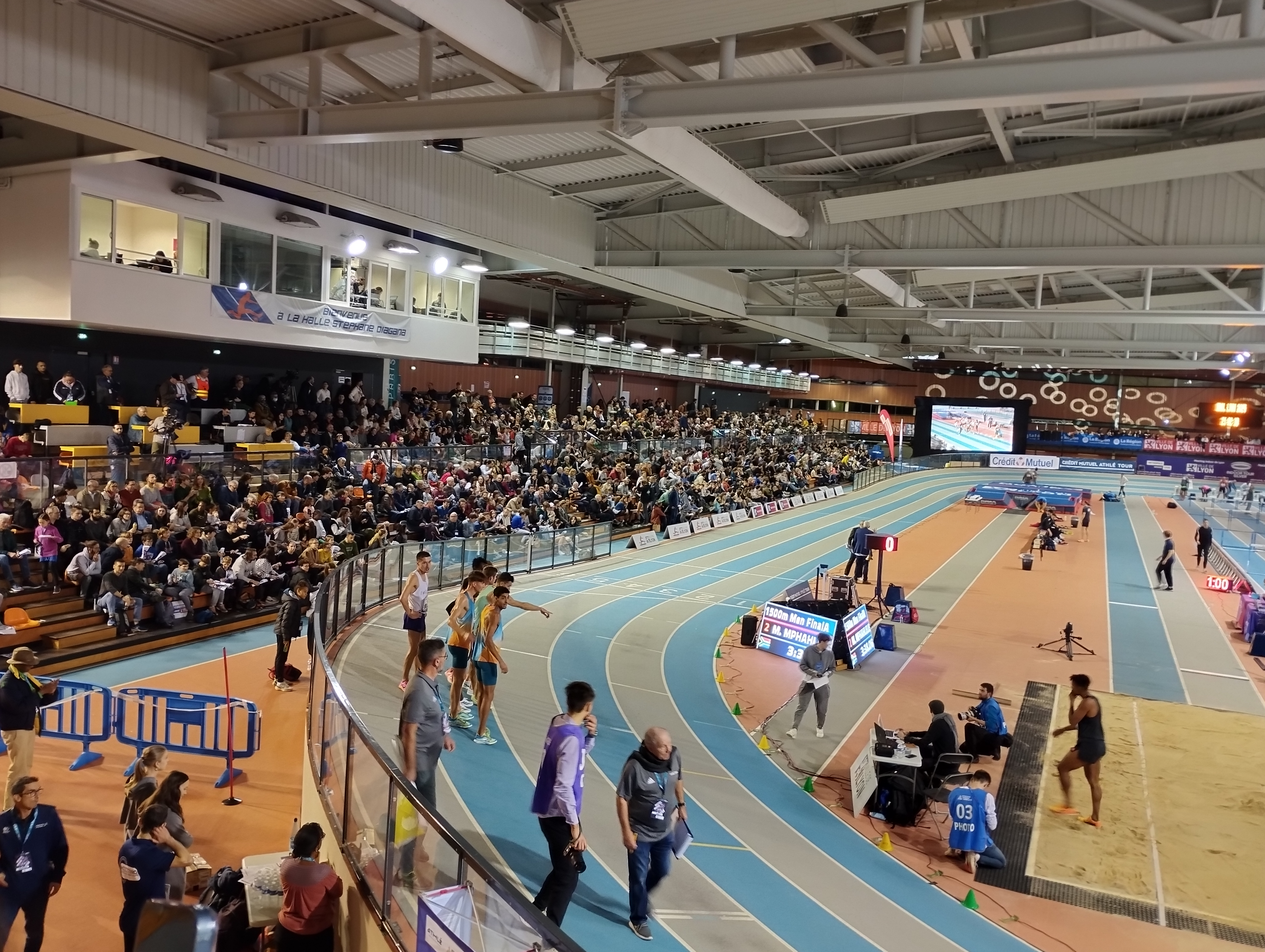
Meeting indoor de Lyon, 9 février 2024